# Бань сео
Бань сео (в'єт. Bánh xèo [ɓǎjŋ̟ sɛ̂w]) — хрусткий фарширований рисовий млинець, популярний у В’єтнамі. Bánh означає випічка, а xèo означає шипіння. Назва зсилається на гучний звук рисового кляру, коли його виливають у гарячу сковороду.   Це пікантний смажений млинець з рисового борошна, води та порошку куркуми. Поширеними начинки вважаються: свинина, креветки, зелена, нарізана кубиками, цибуля, боби маш та паростки квасолі. Бань сео також подають із салатом, м’ятою, тайським базиліком та рибною м’ятою.

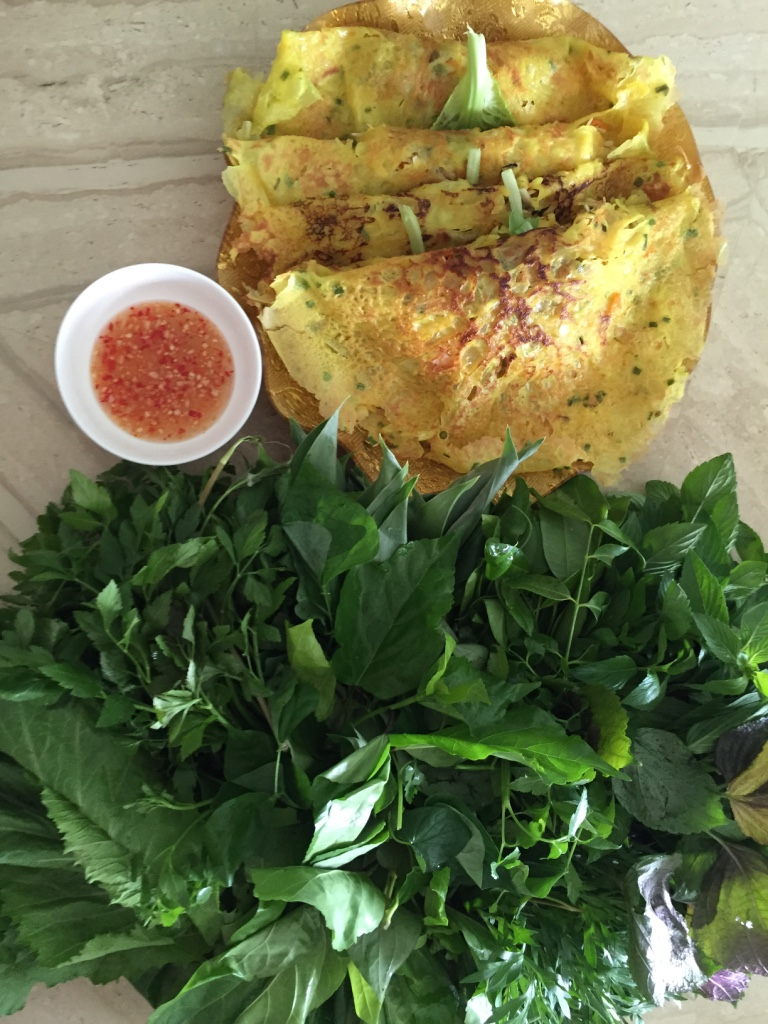
Бань сео, приготовлене у дельті Меконгу.

Також ця страва популярна в камбоджійській кухні  де таку страву називають បាញ់ឆែវ (найчастіше транслітерується як banh chao ). Камбоджійський бао-чао більше схожий на південно-в’єтнамський стиль bánh xèo, а не на стиль, присутній у Центральному В’єтнамі.